# Lawrence Summers
Lawrence Henry Summers (New Haven, Connecticut, 1954. november 30. –) Larry Summers, Lawrence H. Summers amerikai közgazdász, volt pénzügyminiszter, a Harvard Egyetem volt elnöke.

## Magyarul megjelent művei
- Fejlődés vagy forradalom? A makrogazdasági politika újragondolása a nagy recessziót követően; szerk. Olivier Blanchard, Lawrence H. Summers, ford. Balogh András, Pavelka Alexandra; Pallas Athéné, Bp., 2019